# Servoz
Servoz település Franciaországban, Haute-Savoie megyében. Lakosainak száma 1125 fő (2022. január 1.). Servoz Chamonix-Mont-Blanc, Les Houches és Passy községekkel határos.

## Népesség
A település népessége az elmúlt években az alábbi módon változott:
| Lakosok száma | 935  | 916  | 989  | 999  | 1041 | 1057 | 1068 | 1082 | 1125 |
|               | 2013 | 2015 | 2016 | 2017 | 2018 | 2019 | 2020 | 2021 | 2022 |